# Sarothrias fijianus
Sarothrias fijianus is een keversoort uit de familie Jacobsoniidae. De wetenschappelijke naam van de soort is voor het eerst geldig gepubliceerd in 1988 door Löbl & Burckhardt.